# 蔡維邦
蔡維邦，SC（Edwin, Choy Wai-Bond, S.C.，1971年—），香港資深大律師，曾任香港大律師公會副主席。

## 經歷
蔡維邦早年分別在美國喬治城大學取得文學士學位、英國倫敦大學取得法學士學位及赫爾大學取得工商管理碩士學位。
蔡維邦師承擅打刑事案的資深大律師駱應淦，目前是駱應淦資深大律師事務所成員，他亦是公民黨黨魁楊岳橋的授業師傅。蔡維邦於2000年在香港取得大律師資格，2018年成為資深大律師，執業範圍主要為刑事法。2019年1月17日大律師公會執行委員會改選，蔡當選為公會副主席。
蔡近年曾處理多宗受社會關注的案件，包括新地貪污案中，蔡是前政務司司長許仕仁的代表律師；七警案中，蔡是第四被告、觀塘區反黑組警員劉興沛的辯護律師；旺角暴動案中，蔡為本土民主前線前發言人梁天琦辯護律師。指出自己那一代人因貪圖安逸，未有為香港民主盡力令民主倒退，以致梁天琦一代人為此負上責任，引起不少回響。
2018年，他在律政司司長鄭若驊僭建案中，獲委託向刑事檢控專員梁卓然提供獨立意見，認為沒有足夠證據支持檢控鄭若驊違反《建築物條例》。
2019年10月，他辭任香港大律師公會副主席和其他職務。

## 言論及立場
2019年10月時值社會運動，剛辭任大律師公會副主席的蔡維邦於《南華早報》撰文批評大律師公會對於反送中示威者的暴力「可恥地保持沉默」，他指示威者縱火燒銀行、商店、破壞公物和港鐵、襲擊不同意見者，行為目無法紀，屬嚴重罪行，令社會秩序瓦解，亦漠視他人權益，並反對將犯罪行為「浪漫化」，而「報復」亦非法律上的抗辯理由。他身為大律師需對此等暴力予以譴責，而蔡與公會分歧甚廣，故決定辭職。